# White Fragility
White Fragility: Why It's So Hard for White People to Talk About Racism est un essai de Robin DiAngelo paru en 2018 chez Beacon Press. Il traite du racisme aux États-Unis et de la difficulté à en aborder le sujet auprès des Blancs américains. Le titre demeure sur la New York Times Best Seller list pendant plus d'un an après sa publication.